# Ulrich Stockmann

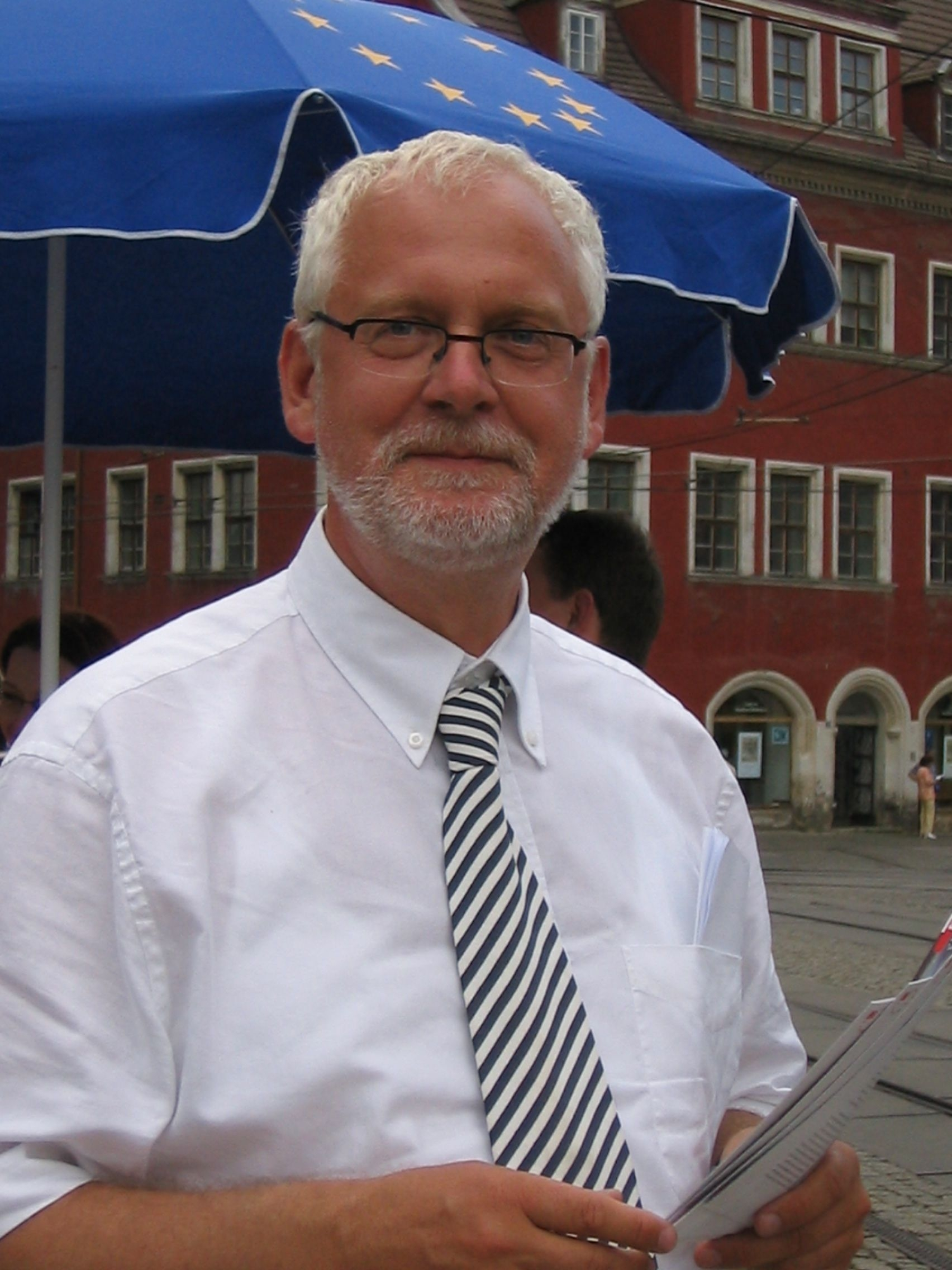
Ulrich Stockmann während seiner Wahlkampagne zur Europawahl 2004 in Halle (Saale), Sachsen-Anhalt

Ulrich Stockmann (* 1. Januar 1951 in Oebisfelde) war von 1994 bis 2009 Europaabgeordneter für die SPD in der Sozialdemokratischen Fraktion im Europäischen Parlament.

## Leben und Beruf
Nach dem Abitur studierte Stockmann Städtebau in Weimar (1969–1973), anschließend war er als Dipl.-Ing. an der Bauakademie Industriegebietsplanung und Generalbebauungsplanung in Berlin (1973–1975) berufstätig. Von 1975 bis 1976 arbeitete er im Büro des Chefarchitekten von Berlin.
Von 1976 bis 1982 studierte er in Naumburg (Saale) und Berlin Theologie. Das erste theologische Examen legte Stockmann 1982 ab, das zweite 1985. Zum Pfarrer ordiniert wurde er 1988. Von 1988 bis 1990 war er Kreisjugend- und Studentenpfarrer in Naumburg.
Er ist verheiratet und hat zwei Kinder.

## Partei
1989 trat er in die Sozialdemokratische Partei der DDR (SDP) ein. Stockmann war Mitbegründer und Vorsitzender des Naumburger Orts- und Kreisverbandes der SPD. Nach der Kreisgebietsreform 1994 wurde er Vorsitzender des Kreisverbandes Burgenlandkreises bis zur Kreisgebietsreform 2007. Stockmann ist seit 1990 Mitglied des SPD-Landesvorstandes von Sachsen-Anhalt.

## Abgeordneter

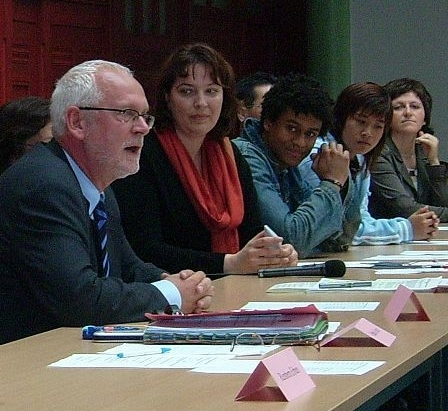
Ulrich Stockmann (2007)

Stockmann war Mitglied der ersten freigewählten  Volkskammer der DDR. Hier war er Leiter des Arbeitskreises Außenpolitik und stellvertretender SPD-Fraktionsvorsitzender.
Anschließend war er von Oktober 1990 bis Dezember 1990 Mitglied des Deutschen Bundestages. Im Februar 1991 wurde er als Beobachter für Sachsen-Anhalt ins Europäische Parlament entsandt, dem er seit der Europawahl im Juli 1994 als ordentliches Mitglied angehörte. Zur Europawahl im Juni 2009 schied Stockmann auf Grund seines Listenplatzes und dem schlechten Abschneiden der SPD im Bund aus dem Europäischen Parlament aus.
Stockmann ist Mitglied im Ausschuss für Verkehr und Fremdenverkehr, stellvertretendes Mitglied im Ausschuss für Umweltfragen, Volksgesundheit und Lebensmittelsicherheit. Er gehört der Delegation im Gemischten Parlamentarischen Ausschuss EU-Chile und der Delegation für die Beziehungen zu Israel an. 2006 gehörte Stockmann der EU-Wahlbeobachter-Mission in der Demokratischen Republik Kongo an.

## Stasi-Landesbeauftragter
Nach der Entlassung des Stasi-Landesbeauftragten von Sachsen-Anhalt Gerhard Ruden einigten sich die regierenden Parteien CDU und SPD im November 2010 auf Ulrich Stockmann als Nachfolger. Dagegen erhoben zwei unterlegene Mitbewerber Klage u. a. vor dem VG Halle, dies stoppte daraufhin die Ernennung Stockmanns. Durch die darauffolgende Intervention der Landesregierung, dass die Entscheidung dazu erst im Februar 2011 folgen sollte, weil noch ein Vorstellungsgespräch nachzuholen sei, folgte eine Verweisung an das OVG. Der Fall lag auch dem Bundesverfassungsgericht vor.

## Sonstiges
- Vorsitzender des Landesverbandes der Europa-Union in Sachsen-Anhalt
- Verdienstkreuz am Bande des Verdienstordens der Bundesrepublik Deutschland (1998)
- Ehrenmitglied der Juso-Hochschulgruppen in Sachsen-Anhalt (2008)